# Métro léger de Hanovre
Ne doit pas être confondu avec S-Bahn de Hanovre.
Le métro léger de Hanovre (ou Stadtbahn de Hanovre) est un réseau de métro léger représentant le principal transport en commun de Hanovre. Le réseau mesure 123 km de long, dont 19 km de tunnels. Il est composé de 15 lignes commerciales, toutes exploitées par la üstra Hannoversche Verkehrsbetriebe AG.

### Aperçu général

Plan du réseau

## Historique

### Chronologie
| Ligne | de | à | Date d'ouverture |
| Les lignes vers Laatzen/Süd et Rethen ont été construites sous la forme d'un métro léger, mais ont été exploitées en tramway jusqu'en septembre 1982. | Les lignes vers Laatzen/Süd et Rethen ont été construites sous la forme d'un métro léger, mais ont été exploitées en tramway jusqu'en septembre 1982. | Les lignes vers Laatzen/Süd et Rethen ont été construites sous la forme d'un métro léger, mais ont été exploitées en tramway jusqu'en septembre 1982. | Les lignes vers Laatzen/Süd et Rethen ont été construites sous la forme d'un métro léger, mais ont été exploitées en tramway jusqu'en septembre 1982. |
| --- | --- | --- | --- |
| B-Süd | Laatzen/Nord | Laatzen/Süd* | 20 sept. 1973 |
| A-Süd | Wallensteinstraße | Hauptbahnhof | 26 sept. 1975 |
| A-Nord | Hauptbahnhof | Buchholz - Paracelsusweg - Fasanenkrug | 4 avril 1976 |
| B-Süd | Laatzen/Süd | Rethen/Nord* | 18 juin 1976 |
| A-Süd | Wallensteinstraße | Mühlenberger Markt | 25 sept. 1977 |
| C-Ost | Nackenberg | Med.Hochschule/Süd | 1er oct. 1978 |
| A-West | Empelde | Schwarzer Bär | 27 mai 1979 |
| B-Nord | Hauptbahnhof | Vahrenwald - Langenhagen - Alte Heide | 27 mai 1979 |
| B | Hauptbahnhof | Kröpcke B | 27 mai 1979 |
| B-Süd | Kröpcke B | Schlägerstraße | M31 mai 1981 |
| B-Süd | Betriebshof Döhren | | 2 sept. 1982 |
| B-Süd | Schlägerstraße | Döhren - Messegelände - Rethen - Laatzen - Sarstedt                                                                                                   | 26 sept. 1982 |
| C | Aegidientorplatz | Kröpcke C | 26 sept. 1982 |
| C-West | Kröpcke C | Steintor | 30 mars 1983 |
| C-Ost | Med.Hochschule/Süd | Roderbruch | 29 sept. 1984 |
| C-West | Steintor | Stöcken | 2 juin 1985 |
| C-Ost | Aegidientorplatz | Kleefeld - Roderbruch - Ostfeldstraße | 24 sept. 1989 |
| | Freundallee | | 24 sept. 1989 |
| B-Nord | Lgh./Berliner Platz | Langenhagen | 29 sept. 1991 |
| C-Nord | Steintor | (Nordstadt) - Haltenhoffstraße - Nordhafen | 26 sept. 1993 |
| C-Ost | Clausewitzstraße | Zoo | 26 sept. 1993 |
| D-West | Brunnenstraße | Ahlem | 29 mai 1994 |
| C-West | Hogrefestraße | Wissenschaftspark Marienwerder | 24 sept. 1995 |
| C-West | Wissenschaftspark Marienwerder | Garbsen | 29 sept. 1996 |
| C-West | Stadtfriedhof Stöcken | Betriebshof Fuhsestraße | 26 sept. 1998 |
| D-Süd | Freundallee | Kinderkrankenhaus auf der Bult | 5 déc. 1998 |
| A-Süd | Waterloo | Allerweg (Legionsbrücke) | 29 mai 1999 |
| A-Süd | Mühlenberger Markt | Wettbergen | 29 mai 1999 |
| D-Süd | Kinderkrankenhaus auf der Bult | Bünteweg/Tierärztliche Hochschule | 30 mai 1999 |
| D-Süd | Bünteweg/Ti.Ho. | Kronsberg | 13 oct. 1999 |
| D-Süd | Kronsberg | Messe/Ost | 19 févr. 2000 |
| C-Ost | Ostfeldstraße | Anderten | 2002 |
| A-Nord | Paracelsusweg | Altwarmbüchen | Juin 2006 |
| A-Nord | Paracelsusweg | Schierholzstraße | 12 déc. 2010 |

## Réseau actuel

### Matériel roulant

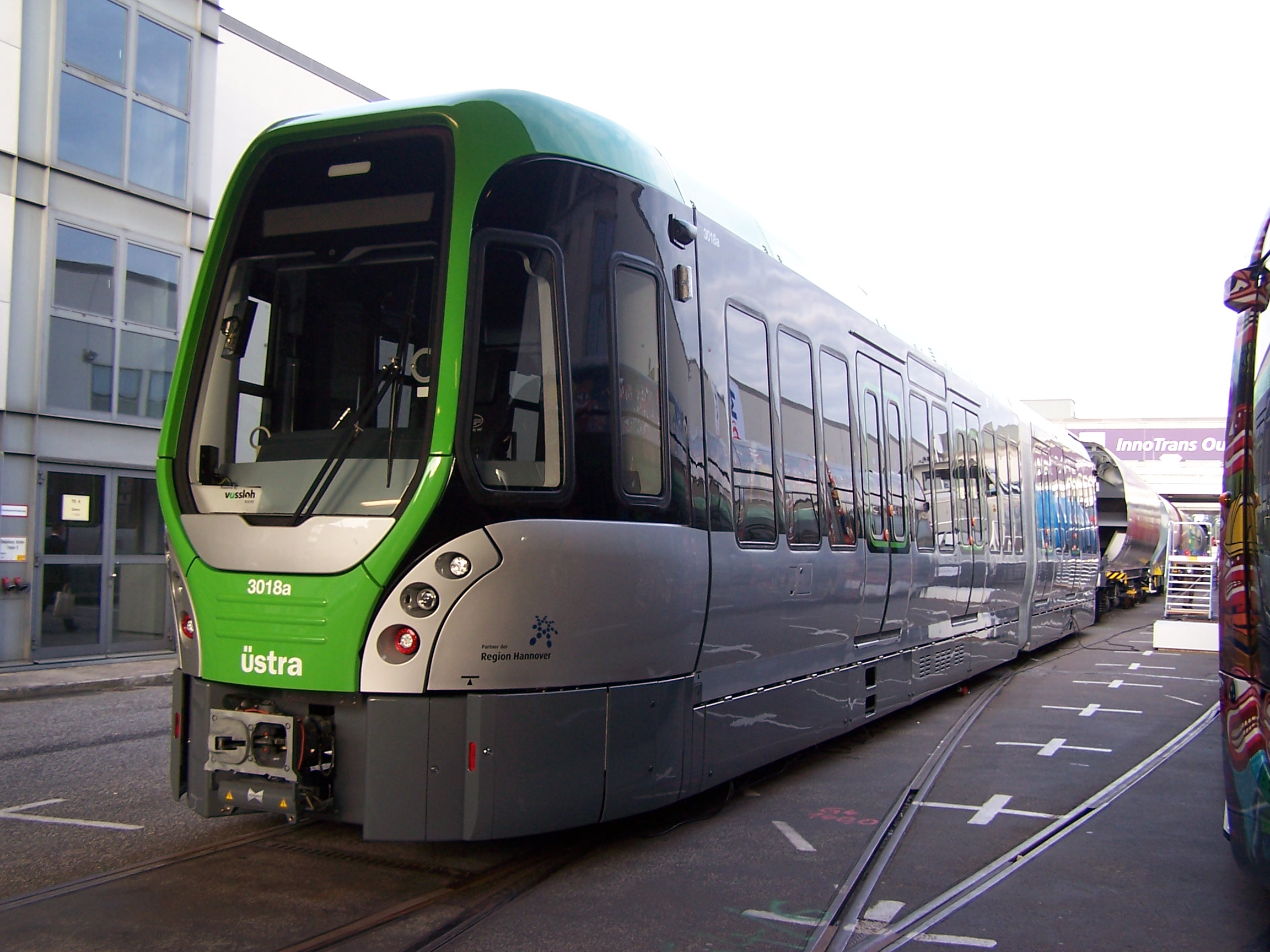
Rame TW 3000 lors de l'exposition InnoTrans 2014 à Berlin

Deux modèles sont utilisés pour circuler sur le réseau : les TW 6000, construits entre 1974 et 1993, ainsi que les TW 2000, construits entre 1997 et 1999.
En 2011, le réseau commande 50 rames TW 3000 à un consortium Vossloh Kiepe-Alstom pour 126 millions d'euros. En 2013, le réseau lève une option sur 50 rames supplémentaires au consortium. La première de ces rames de 25m de long entre en service en mars 2014.